# Nicolas Gelders
Nicolaas Albert Felix Gelders (Maaseik, 30 mei 1788 - Aken, 24 juli 1832) was lid van het Belgisch Nationaal Congres

## Levensloop
Gelders was een zoon van Jacques Gelders en Josepha Bongaerts. Jacques was licentiaat in de rechten, vrederechter voor het kanton Maaseik en lid van de Provinciale staten van Limburg. Nicolas trouwde met Marie Den Ouden.
Onder het Franse Keizerrijk werd Nicolas Gelders postbeambte in Maaseik (1813).
Hij werd schepen (1819) en vervolgens burgemeester van Stevensweert (1820-1832)
In 1830 werd hij verkozen tot effectief lid van het Nationaal Congres voor het arrondissement Roermond. Hij stemde voor de onafhankelijkheidsverklaring en voor de eeuwigdurende uitsluiting van de Nassaus. Als kandidaat-koning verkoos hij de hertog van Leuchtenberg en vervolgens stemde hij voor Surlet de Chokier als regent. Hij stemde tegen de kandidatuur van Leopold van Saksen Coburg met het argument dat hem verkiezen inhield dat men de voorwaarden van de Mogendheden aanvaardde. Hij stemde dan ook uiteraard tegen de goedkeuring van het Verdrag der XVIII artikelen
In 1831 werd hij verkozen in het eerste Belgische parlement. Het jaar daarop overleed hij. Een onverwacht sterfgeval op nog jonge leeftijd kan in dat jaar wellicht in verband worden gebracht met de cholera-epidemie die toen in een aanzienlijk deel van Europa woedde.